# Arctosa raptor
Arctosa raptor är en spindelart som först beskrevs av Kulczynski 1885.  Arctosa raptor ingår i släktet Arctosa och familjen vargspindlar. Inga underarter finns listade i Catalogue of Life.